# 8000 Isaac Newton
8000 Isaac Newton eller 1986 RL5 är en asteroid i huvudbältet som upptäcktes den 5 september 1986 av den belgiske astronomen Henri Debehogne vid La Silla-observatoriet. Den är uppkallad efter Isaac Newton.
Asteroiden har en diameter på ungefär 11 kilometer och den tillhör asteroidgruppen Eos.